# Dom Czekańskich w Białej
Dom Czekańskich w Białej – nieistniejący dom mieszkalny, który znajdował się w Białej (dziś części Bielska-Białej), w rejonie dzisiejszego skrzyżowania ulic Stojałowskiego i Dmowskiego. Zapisał się w historii jako najdłużej stojący budynek z tych, które powstały w czasach, gdy Biała nie miała jeszcze praw miejskich. Był to dom drewniany o konstrukcji zrębowej, nakryty wysokim, dwuspadowym dachem, ze ścianą frontową od północy, skierowaną w stronę potoku Niwka, od wschodu przylegający do zwartej zabudowy ulicznej Augasse (współcześnie ulica Stojałowskiego), a boczną ścianą zachodnią zwrócony w kierunku Spitalgasse (współcześnie ulica Dmowskiego). 

## Historia
Za datę powstania domu przyjmuje się rok 1626. Taka data została odnaleziona na początku XX wieku na jednym z tragarzy. W wielu publikacjach pojawia się również data 1696, która jest powieleniem błędnego zapisu umieszczonego w monografii Biala, eine deutsche Stadt in Galizien: geographische Untersuchung des Stadtproblems Erwina Hanslika. W tamtym czasie granicę między Białą a Lipnikiem tworzyła linia korespondująca z późniejszym przebiegiem ulicy Szpitalnej/Spitalgasse, której z kolei częściowo odpowiada dzisiejsza ulica Dmowskiego. Dom znajdował się zatem początkowo na terenie Lipnika, konkretnie tzw. Dolnego Dworu, który po nadaniu Białej praw miejskich (1723) stał się częścią jurydyki starostów lipnickich. Jurydykę tę włączono w granice miasta około 1760.

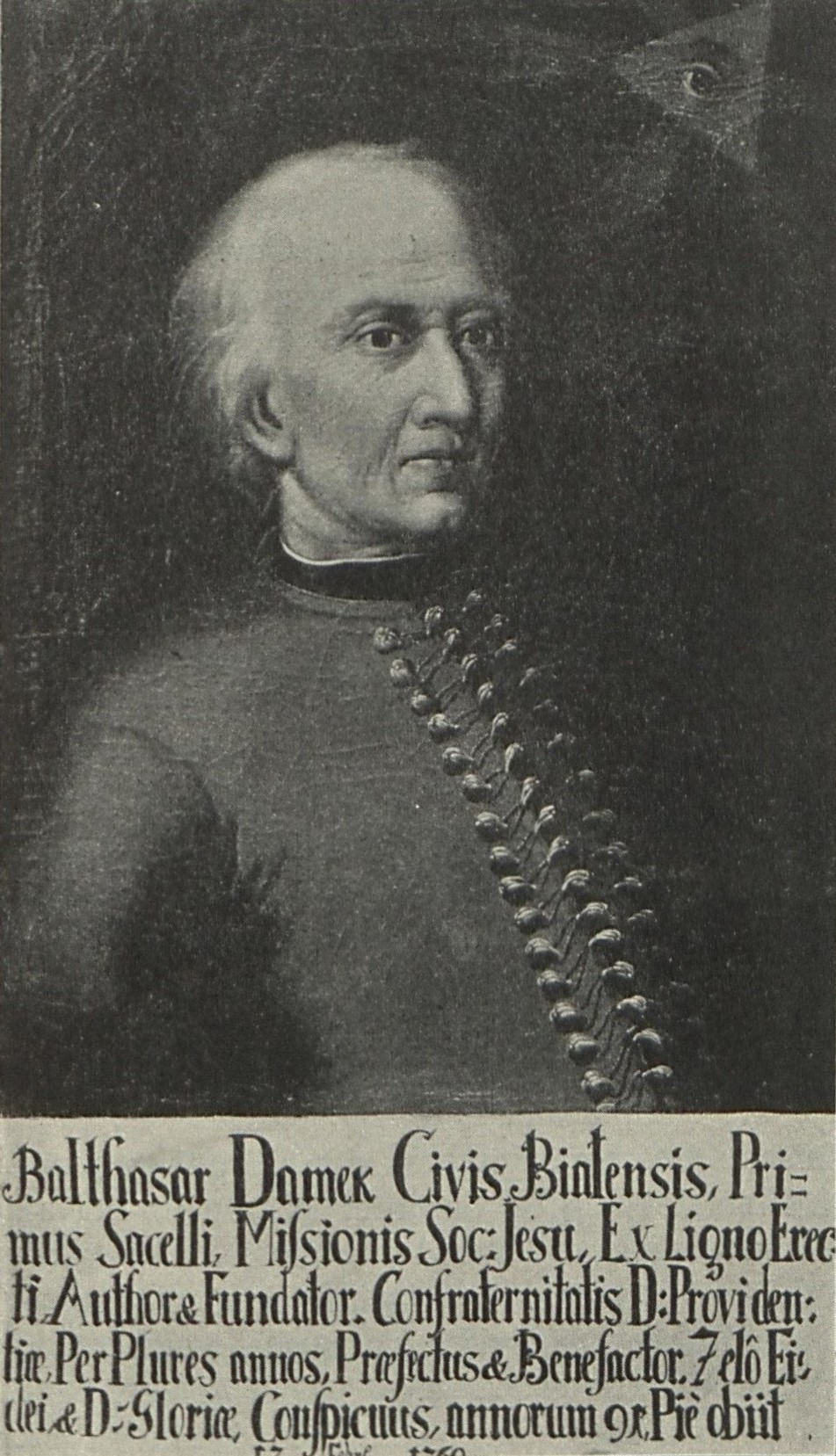
Baltazar Damek – właściciel domu w XVIII wieku

Nieznani są pierwsi właściciele domu. Około 1706 zakupił go Baltazar Damek – zamożny kupiec wywodzący się z Wilamowic, który wsławił się jako fundator kaplicy Opatrzności Bożej (zalążek późniejszego kościoła pod tym samym wezwaniem) i działającej przy nim misji jezuickiej, której celem była rekatolicyzacja miejscowej ludności, a także jako pierwszy burmistrz Białej po nadaniu jej praw miejskich w latach 1723–1726 i ponownie 1733–1736.
W 1775 jako właściciel domu odnotowany został Sebastian Perlik, a jako lokatorzy: Jan Wicherek i Johann Bartelt. Według sporządzonej cztery lata później miejskiej księgi rachunkowej właścicielem był rzeźnik Baltazar Bański. Pod koniec lat 80. XVIII wieku miał zamieszkiwać w domu wspólnie z rodzinami Smolanów i Hessów. W 1799 odnotowano jako właściciela Andreasa Bańskiego, a w 1807 – Mateusza Smolanę. Kolejnym właścicielem był Jakob Englert (również rzeźnik), a po nim jego syn o takim samym imieniu, wspominany jeszcze w 1850. Z kolei spis właścicieli domów w Białej ze stycznia 1880 wymienia w tej roli tokarza i wytwórcę fajek Jana Kozakiewicza, u którego mieszkała także rodzina Urbanke. Po śmierci Kozakiewicza w 1885 dom stał się własnością jego córki Florentyny Czekańskiej, która mieszkała w nim ze swoją rodziną. To właśnie od jej nazwiska, jako ostatniej właścicielki, pochodzi określenie domu, które najczęściej pojawia się w różnych publikacjach.
W 1776 po raz pierwszy wprowadzono w Białej system numeracji konskrypcyjnej. Dom otrzymał wtedy numer 7. W kolejnych dekadach dokonano kilku zmian numeracji. W latach 1784–1802 do budynku przypisany był numer 88, następnie numer 42, a od roku 1832 ostatecznie numer 45. Numerację orientacyjną (uliczną) wprowadzono w mieście w 1890. Zgodnie z tą konwencją adres domu to: Augasse 42 / Spitalgasse 1.

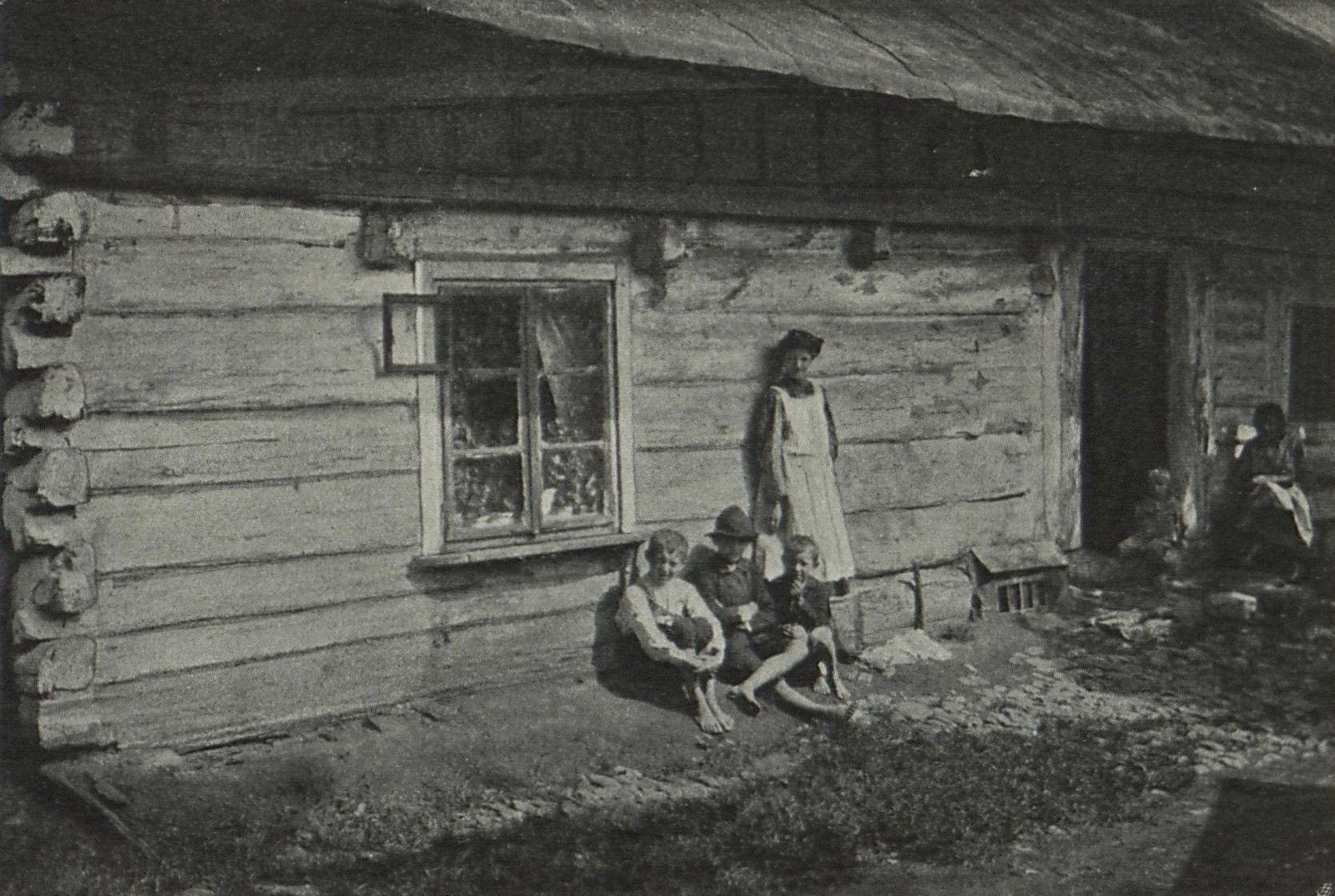
Widok domu od podwórza na ilustracji z Biala, eine deutsche Stadt in Galizien... (1909)

Na przełomie XIX i XX wieku obiekt znajdował się już w złym stanie technicznym. W 1903 po raz pierwszy pojawiła się ze strony władz miejskich propozycja jego wykupu i wyburzenia, którą właścicielka stanowczo odrzuciła. 26 lipca 1904 oględziny domu przeprowadziła komisja budowlana, która pomimo odnalezienia na tragarzu (belce nośnej) daty „1626” świadczącej o jego wartości zabytkowej jako najstarszego zachowanego budynku w mieście, potwierdziła konieczność rozbiórki. Florentyna Czekańska odwołała się od tej decyzji do władz powiatowych, a następnie do galicyjskiego Wydziału Krajowego, co doprowadziło do wstrzymania procedury. Do kwestii powrócono ponownie w 1908, ale wtedy również decyzja władz miejskich o konieczności wyburzenia domu została zaskarżona przez właścicielkę i ostatecznie niezrealizowana.

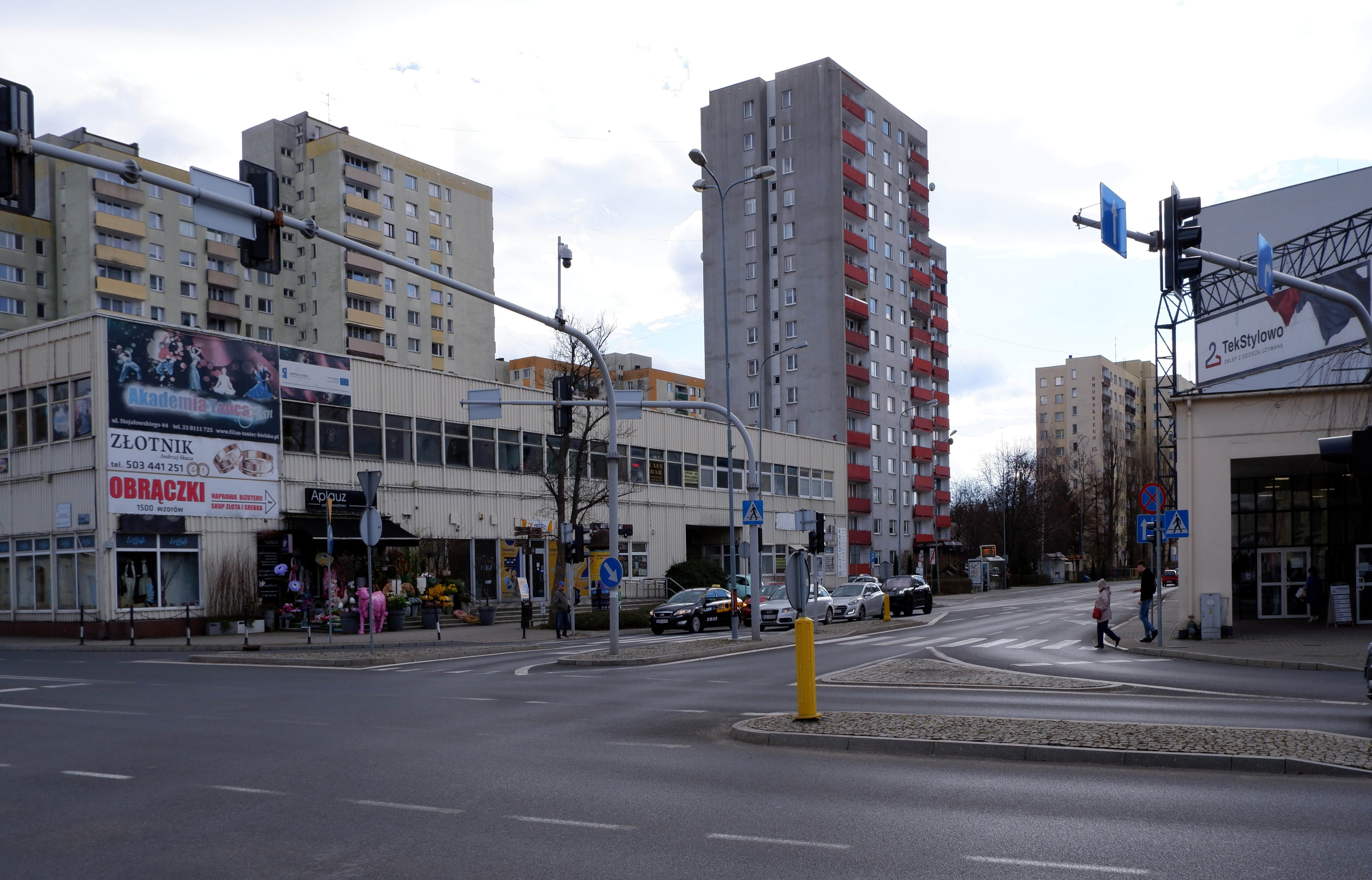
Miejsce, w którym znajdował się dom Czekańskich – stan w 2025

W 1913 Czekańska sprzedała nieruchomość cukiernikowi Heinrichowi Banasiowi, pełniącemu także funkcję radnego miejskiego. Zaraz po dokonaniu transakcji Banaś porozumiał się z magistratem co do wykupu domu i jeszcze w tym samym roku został on wyburzony. Działka pozostała przez kolejne ponad dwie dekady niezabudowana. Dopiero w 1936 wzniesiona została w tym samym miejscu przez Franciszka Kudłacika narożna, trzykondygnacyjna kamienica w stylu modernistycznym, która istniała do 1993, gdy wyburzono ją w związku z poszerzaniem skrzyżowania ulic Stojałowskiego i Dmowskiego (wówczas Buczka).